# Cetoacidose diabética
Cetoacidose diabética é uma complicação potencialmente mortal da diabetes mellitus. Os sinais e sintomas incluem vómitos, dor abdominal, respiração de Kussmaul, micção frequente, fadiga, confusão mental e, em algumas ocasiões, coma. A respiração da pessoa pode apresentar um odor característico. O aparecimento de sintomas é geralmente rápido. Em alguns casos, a pessoa pode não ter conhecimento de ter diabetes.
A cetoacidose diabética é mais comum entre pessoas com diabetes do tipo 1, embora em determinadas circunstâncias possa também ocorrer entre pessoa com outros tipos de diabetes. Entre os fatores desencadeantes estão infeções, não tomar a insulina de forma correta, um acidente vascular cerebral e determinados medicamentos como corticosteroides. A cetoacidose diabética é causada por não haver no corpo insulina em quantidade suficiente. Em resposta à falta de insulina, o corpo começa a queimar ácidos gordos, que produzem corpos cetónicos ácidos. A doença é geralmente diagnosticada quando as análises ao sangue ou à urina detectam elevados níveis de glicose e baixos níveis de pH.
O tratamento da cetoacidose diabética consiste na administração de insulina e fluidos intravenosos. Dependendo da gravidade, a insulina pode ser administrada por via intravenosa ou subcutânea. Geralmente também é necessário potássio para prevenir o desenvolvimento de hipocaliemia. Ao longo do tratamento é necessário avaliar periodicamente os níveis de glicose e potássio. Nos casos em que a doença tem origem numa infeção subjacente, podem ser necessários antibióticos. Em pessoas com pH extremamente baixo pode ser administrado bicarbonato de sódio, embora os benefícios sejam pouco claros, pelo que geralmente não está recomendado.
A prevalência da cetoacidose diabética difere entre as diferentes regiões do mundo. No Reino Unido, cerca de 4% das pessoas com diabetes do tipo 1 desenvolvem a doença em cada ano, enquanto na Malásia a proporção é de 25% por ano. A condição foi descrita pela primeira vez em 1886. Até à introdução da terapia de insulina na década de 1920, era quase sempre mortal. Com tratamento adequado e atempado, o risco de morte é atualmente de apenas 1–4%. Cerca de 1% das crianças com a doença desenvolvem uma complicação denominada edema cerebral.